# Корнелиу Баба
Корнелиу Баба (на румънски: Corneliu Baba) е румънски живописец и график, илюстратор на книги, народен художник на Румъния, член-кореспондент на Румънската и Германската академия на науките, почетен член на Академията на науките на СССР. Създава портрети, тематични картини, илюстративна графика.

## Биография
Учи първоначално при баща си, художника Георги Баба, а след това за кратко – във Факултета по изящни изкуства в Букурещ, но не завършва. Първата си изложба прави през 1934 г. Тя му дава възможност да продължи обучението си по изящни изкуства в Яш (1934 – 1938). През 1939 г. започва да преподава като асистент в същия факултет, а през 1946 г. става професор.
През 1948 г., след дебюта му в салон в Букурещ, е арестуван и хвърлен в затвора в Яш, а през следващата година без обяснение е уволнен от работа и е изпратен в Букурещ. Въпреки трудните отношения с комунистическото правителство на Румъния, което го счита за формалист, той успява да направи кариера като илюстратор на книга и художник. През 1955 г. му е позволено да отиде в СССР. През същата година печели златен медал на Международната изложба във Варшава. През 1956 г., 3 от неговите картини са изложени на биенале във Венеция.
През 1958 г. Корнелиу Баба е назначен за професор в Института за изящни изкуства в Букурещ. Всяка година участва с изложби по целия свят. В 1964 г. е организирана негова самостоятелна изложба в Брюксел, а през 1970 г. – в Ню Йорк. През 1963 г. става член-кореспондент на Румънската академия. Въпреки че е много известен в Румъния и в по-малка степен в социалистическите страни от Източна Европа, той никога не успява да постигне голяма популярност на Запад.

## Творчество
Той работи в традициите на реализма, използвайки техниките на старите майстори. Въпреки това в работата си има значително влияние от експресионизма, модернизма дори импресионизма. Авторът смята, че е имал особено силно влияние от Ел Греко, Рембранд и Гоя. Не се вписва в рамките на официалния социалистическия реализъм, поради което властите непрекъснато го критикуват за формализъм.
Почти всички работи на Корнелиу Баба са в Румъния, изложени във всички арт музеи в страната.
- „Почивка в полето“ – 1954 г.
- „Колекционерът К. Х. Замбакчиян“ – 1957 г.
- „Селяни“ – 1958 г.
- „Стоманолеяри“ – 1960 г.

Илюстрира повестта „Митря Кокор“ на Михаил Садовяну (въглен, 1953).